# Societatea de Asigurări Agricole din București
Societatea de Asigurări Agricole din București este un monument istoric aflat pe teritoriul municipiului București.
Clădire cu parter, 3 etaje și 2 etaje mansardate, cu plan în formă de L. Intrarea principală este amplasată pe colțul Căii Victoria.